# DTrace (Datamatic)
Grupo de sistemas de trazabilidad de productos alimenticios desarrollados en Uruguay por la empresa de software Datamatic.
Uruguay como neto exportador de alimentos se ve exigido por sus compradores a certificar el origen y la inocuidad de sus productos y procesos de elaboración. En tal sentido se hace imprescindible contar con herramientas que permitan registrar esos datos y brindarlos a los compradores en caso de ser solicitados. Un conjunto muy amplio de herramientas especializadas en gestionar el registro y la disponibilidad de datos de trazabilidad de diferentes tipos de productos (frutas y hortalizas, miel, congelados, ganado) fueron creadas por Datamatic y son de uso muy extendido en el país y la región.